# علم الإنتاج النباتي
علم الإنتاج النباتي ويسمى أحياناً الهندسة الزراعية (باللاتينية: Agronomia) هو علم وتقنيات إنتاج النباتات بهدف استخدامها كغذاء أو علف أو ألياف أو طاقة أو الحدائق. يشمل الأسس العامة للإنتاج النباتي، علاقة الإنسان بالنبات، تركيب ووظائف أجزاء النبات المختلفة، طرق التكاثر، العوامل البيئية وأثرها على الإنتاج النباتي، التربة، الماء، الحرارة، الضوء، التحكم بالعوامل البيئية لزيادة الإنتاج، أثر الآفات على الإنتاج النباتي، نظم الإنتاج النباتي، العمليات الزراعية المختلفة ووسائل الإنتاج.
يدمج الإنتاج النباتي العديد من مجالات العلم لإدارة الموارد النباتية والبيئة التي ينمو فيها على وجه التحديد. يتبع المهندسين الزراعيين نهجاً متكاملاً يشمل علم الوراثة، وممارسات إدارة المحاصيل، ونوعية التربة وخصائصها، والمناخ التي يمكن استخدامها لإنتاج المواد النباتية للمجتمع. ومن خلال رؤية متكاملة لهذا النظام، يمكننا أن نحافظ على الاستدامة، والطبيعة المتجددة للنباتات كمورد طبيعي.

## تحسين النوع النباتي
تحسين النوع النباتي هو فن وعلم تغيير الجينات الوراثية في النباتات، من أجل إنتاج الخصائص المرغوبة. يمكن تحقيق ذلك باستخدام تقنيات مختلفة تبدأ من مجرد اختيار النباتات ذات الخصائص المرغوبة، إلى تقنيات جزيئية أكثر تعقيداً.